# حشره‌خوار لاکسمان
 حشره‌خوار لاکسمان (نام علمی: Sorex caecutiens) نام یک گونه از سرده حشره‌خوارهای دم‌دراز است.